# Abe Laboriel Jr.
Abe Laboriel Jr. (Los Angeles, 23 de março de 1971) é um músico, percussionista e vocalista estadunidense.
Já trabalhou com B.B. King, Les Paul, Eric Clapton, Paul McCartney, Sting, Ringo Starr, Steve Vai, Duran Duran, Seal, Oscar Monchito, Sheryl Crow, Jewel, Steve Lukather, John Sykes, Chris Isaak, entre outros grandes artistas.

## Carreira
Filho do virtuose baixista mexicano Abraham Laboriel e irmão de Mateo Laboriel (produtor e compositor ligado ao cinema), começou a tocar com 4 anos e frequentou a Dick Grove School of Music, onde estudou com Peter Donald. Em 1989, foi homenageado pela Fundação Nacional de Promoção das Artes e pela Down Beat Magazine. Alguns anos depois se formou na Berklee College of Music. Foi aluno de Jeff Porcaro, Bill Maxwell, Chester Thompson e Alex Acuña.
Abe Laboriel Jr. começou a tocar com Paul McCartney em 1999, quando participou das gravações do disco Driving Rain, lançado dois anos depois, e é sempre muito aplaudido nas apresentações de músico por onde passa.
Conheceu Ringo Starr em visitas que o ex-baterista dos Beatles fez a alguns shows de Paul McCartney, disse que foi muito gentil e amável. Depois tocaram juntos em alguns shows beneficentes e no evento organizado por David Lynch no Radio City Music Hall. Elogiou a maneira musical como Ringo toca a bateria e afirmou que o ex-Beatle é sem dúvidas um dos maiores bateristas de todos os tempos e que com sua abordagem da bateria influiu  para o desenvolvimento de bateristas como John Bonham (Led Zeppelin) e Stewart Copeland (The Police). Segundo Abe, "muitos discordam dessa afirmação, porque a técnica é apenas um dos aspectos da arte de tocar bateria. A técnica é 10% de tudo, os outros 90% são musicalidade, coisa que Ringo domina maravilhosamente bem. É um estilo verdadeiramente fantástico".

### Músicos que trabalhou como baterista
Lady Gaga, Steve Vai, Sting, Eric Clapton, Johnny Hallyday, Jewel, Stanley Turrentine, The Wilsons, Scritti Politti, Murmurs, Ashlee Simpson, Sally Moore, Landau Brothers, Seal, Duran Duran, Big Mountain, Juliana Hatfield, Kathy Mattea, Dianne Reeves, Joe Sample, Meshell Ndegeocello, Doyle Bramhall, Justo Almario, Patti Austin, Jonatha Brooke, Natalie Cole, Randy Crawford, Dollshead, Melissa Etheridge, Mylene Farmer, Victor Feldman, For Real, David Garfield, Hanson, Imogen Heap, Joe Henry, Krystal, Manhattan Transfer entre outros.

### Hoje[quando?]
Em 2009, o baterista finalizou uma série de shows ao lado de Eric Clapton e Steve Winwood nos EUA.
E, em 2023, segue em turnê com Paul McCartney, dando continuidade à turnê Got Back.